# Samoa (kosarz)
Samoa – rodzaj kosarza z podrzędu Laniatores i rodziny Samoidae.

## Występowanie
Rodzaj wykazany z wysp Samoa.

## Nazwa
Nazwa rodzajowa Samoa pochodzi od Samoa.

## Systematyka
Rodzaj Samoa zawiera 3 rodzaje:
- Samoa variabilis Sørensen, in L. Koch 1886
- Samoa obscura Sørensen, in L. Koch 1886
- Samoa sechellana M. Rambla, 1983